# Jean-Pierre H. Tétart
Pour les articles homonymes, voir Tétart.
Jean-Pierre Hervé Tétart est un écrivain et dramaturge français né à Argenteuil le 5 décembre 1939 et mort au Grand-Lucé le 22 juin 2014. Il fut professeur à l’École normale puis à l’Institut universitaire de formation des maîtres du Mans.
Il a collaboré à différentes revues littéraires, dont Le Nouveau Recueil, L'Art du bref, La Nouvelle Revue française et Théodore Balmoral.

## Œuvres
- Le Voyage du chat (roman), Le Temps qu’il fait.
- L’Éden et les cendres (nouvelles), Le Temps qu’il fait.
- La Renverse (nouvelles), Le Temps qu’il fait.
- La Sarthe au passé simple (en collaboration avec le photographe Georges Quaglia), éditions Cénomane, 2003.
- Ce vieux printemps, (en collaboration avec le photographe Georges Quaglia), éditions Cénomane, 2005.
- La Patience des rochers (roman), éditions Cénomane, 2006.
- L'absence de personne (nouvelles), éditions Cénomane, 2010.

### Théâtre
- Malpaire ou la Mémoire impossible, éditions Cénomane.
- Dire les maux, éditions Cénomane, 2008, création au Mans en 2006.

### Théâtre «jeune public»
- La Forêt des contes, création au Mans en 1999.
- Manières de loup, création au Mans en 2000.
- Les enfants s’ennuient le dimanche, création au Mans en 2002.